# アーサー・コーンバーグ
アーサー・コーンバーグ（Arthur Kornberg、1918年3月3日 - 2007年10月26日）は、アメリカ合衆国の生化学者で、DNAの生合成のメカニズムを解明し、ニューヨーク大学のセベロ・オチョアとともに1959年度のノーベル生理学・医学賞を受賞した。1962年にイェシーバー大学からL.H.D.学位を得た。
彼は、生化学の中でも酵素化学やDNAの生合成、動物、植物、微生物、ウイルスの遺伝を支配する核酸の研究を主に行った。

## 初期
彼はジョセフ・コーンバーグとレナ・コーンバーグの息子としてニューヨークで生まれた。両親は、現在はポーランド領となっているガリツィアから結婚前の1900年に移ってきた移民である。彼の父方の祖父は、他人の名義を使って徴兵を逃れるために、姓をクウェラー（Queller）からコーンバーグへ変更した。ジョセフは1904年にレナ・カッツと結婚した。彼は30年近くニューヨーク西岸のミシン屋で働いていたが、健康を崩してからはブルックリンで工具店を開いた。アーサーは9歳の時からこの店で店番をするようになった。ジョセフは公的な教育は全く受けていなかったにもかかわらず、少なくとも6ヶ国語を話した。
アーサー・コーンバーグは、エイブラハム・リンカーン高校を卒業した後、ニューヨークのニューヨーク市立大学シティカレッジに入学した。ここで1937年に理学士を取得し、1941年にロチェスター大学医学部（米国では医学部は専門職大学院）を卒業し、医師免許（M.D.）を取得した。コーンバーグは、血中のビリルビン濃度が上昇する、ジルベール症候群として知られる軽い黄疸に罹った。彼は医学部の学友とこの病気の発症率を調査し、1942年に初めての論文としてまとめた。
彼は1941年から42年の間にニューヨーク州ロチェスターのストロングメモリアル病院で臨床研修を行った。研修が修了すると、彼は1942年に大尉としてアメリカ沿岸警備隊に入隊し、船医として働いた。アメリカ国立衛生研究所（NIH）のローラ・ダイアーが彼の論文を読み、彼を研究所に招いた。1942年から45年にかけて、コーンバーグはラットに特定の物質を与え、新しいビタミンを探す研究を行った。

## 研究
彼にとってラットに餌を与えるのは退屈な仕事であり、彼は次第に酵素に魅力を感じていった。彼は1946年にニューヨーク大学のセベロ・オチョアの研究室に移り、酵素の精製に必要な有機化学、物理化学の知識を補うためにコロンビア大学のサマーコースに通った。彼は1947年から53年までNIHの酵素・代謝部門の長を務め、NADやNADPからのATPの生合成の研究を行った。この研究が、さらに単純な分子であるDNAの生合成の研究につながった。
1953年、彼はミズーリ州セントルイス・ワシントン大学の教授となり、1959年まで勤めた。ここでも彼はDNAの合成に関わる酵素の研究を行った。1956年、彼はDNAポリメラーゼⅠとして知られる初めてのDNA合成酵素を単離し、この業績で1959年度のノーベル生理学・医学賞を受賞した。彼は1960年にニューヨーク市立大学シティカレッジで法学博士を取得し、1962年にはロチェスター大学で理学博士を取得した。1959年からはスタンフォード大学の生化学の教授を務めた。
コーンバーグの母親は、1939年に胆嚢の手術を受けた後、クロストリジウム属細菌の芽胞に感染してガス壊疽のために亡くなった。これがきっかけで、彼はその後、芽胞の研究に一生を捧げた。1962年から70年にかけて、コーンバーグはDNA生合成の研究を行う傍らで、DNAが複製し芽胞に入る機構や芽胞から新しく増殖型の細胞ができる（発芽）機構の研究も行った。これは流行の研究ではなかったが難しい問題で、いくつかの進歩が見られたものの、コーンバーグは後に諦めてしまった。
1999年に建設された、ロチェスター大学のアーサー・コーンバーグ医学研究所は彼の名前を冠したものである。
2007年に死去する直前まで、スタンフォード大学で研究を行い、学術論文をレビューしたり、論文を定期的に発表していた。このころの研究の対象は無機ポリリン酸塩の代謝であった。

## 家族
コーンバーグは、生化学者のシルヴィ・ルース・レヴィと1943年11月21日に結婚した。彼女はコーンバーグと近い分野で研究を行い、DNA合成酵素の発見にも大きく貢献した。コーンバーグがノーベル賞を受賞すると、彼女は新聞に、｢私の賞が奪われた｣というコメントを寄せた。
彼らには3人の子供がいる。1947年に生まれた長男のロジャー・コーンバーグ（Roger David Kornberg）はスタンフォード大学の構造生物学の教授で、2006年にノーベル化学賞を受賞している。1948年に生まれた次男のトーマス・コーンバーグ（Thomas Bill Kornberg）はDNAポリメラーゼII及びIIIの発見者で、カリフォルニア大学サンフランシスコ校の生化学者である。1950年生まれの三男、ケネス・コーンバーグ（Kenneth Andrew Kornberg）は研究所専門の建築家である。
シルヴィは1986年に死去し、アーサー・コーンバーグは1988年にシャーリーン・ワルシュ・レブリングと再婚した。シャーリーンも1995年に死去し、アーサーは1998年12月にキャロリン・ディクソンと再々婚した。彼は80歳を超えても週に何日かはスタンフォード大学に出勤していた。
2007年10月26日、呼吸不全のため89歳で死去した。

## 受賞歴
- 1951年 酵素化学分野におけるポール・ルイス賞（アメリカ化学会）
- 1956年 ウォーレン賞
- 1959年 ノーベル生理学・医学賞
- 1979年 アメリカ国家科学賞
- 1995年 ガードナー国際賞